# Matthew Swann

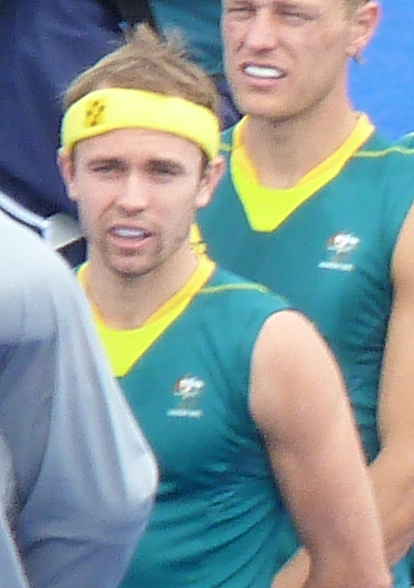
Matthew Swann (2012 bei den Olympischen Spielen)

Matthew Swann (* 16. Mai 1989 in Perth) ist ein australischer Hockeyspieler, der mit der australischen Hockeynationalmannschaft 2012 Olympiadritter war. 2010 und 2014 war er Weltmeister, 2018 Weltmeisterschaftsdritter.

## Sportliche Karriere
Der Verteidiger Matthew Swann bestritt zwischen 2009 und 2020 204 Länderspiele.
Sein erstes großes internationales Turnier war im März 2010 die Weltmeisterschaft in Neu-Delhi. Die Australier gewannen ihre Vorrundengruppe vor der englischen Mannschaft. Im Halbfinale bezwangen die Australier die Niederländer mit 2:1, im Finale besiegten sie die deutsche Mannschaft ebenfalls mit 2:1. Matthew Swann wurde nur in zwei Spielen der Vorrunde eingesetzt. Ein halbes Jahr später fanden in Delhi die Commonwealth Games 2010 statt. Im Finale bezwangen die Australier die Mannschaft aus dem Gastgeberland Indien klar.
2012 bei den Olympischen Spielen 2012 in London gewannen die Australier ihre Vorrundengruppe vor der britischen Mannschaft. Im Halbfinale unterlagen sie der deutschen Mannschaft mit 2:4. Das Spiel um den dritten Platz gewannen die Australier mit 3:1 über die Briten. Zwei Jahre später bei der Weltmeisterschaft in Den Haag gewannen die Australier ihre Vorrundengruppe mit fünf Siegen in fünf Spielen. Nach einem 5:1-Halbfinalsieg über die argentinische Mannschaft bezwangen die Australier im Finale die niederländische Mannschaft mit 6:1. Nur anderthalb Monate später fanden die Commonwealth Games 2014 in Glasgow statt. Im Finale trafen die Australier wie vier Jahre zuvor auf die indische Mannschaft, die Australier siegten mit 4:0.
Bei den Olympischen Spielen 2016 in Rio de Janeiro erreichten die Australier das Viertelfinale, unterlagen dort aber der niederländischen Mannschaft. Nach den Platzierungsspielen belegten die Australier den sechsten Platz. Damit verpassten die Australier zum ersten Mal seit 1988 die Medaillenränge. Ende 2018 fand im indischen Bhubaneswar die Weltmeisterschaft 2018 statt. Die australische Mannschaft unterlag den Niederländern im Halbfinale nach Penaltyschießen. Im Spiel um den dritten Platz bezwangen die Australier die englische Mannschaft mit 8:1.